# A. S.
A. S. är en signatur tillhörig en framstående träskulptör, som var verksam i Skåne och Danmark omkring 1625–1650.
Flera arbeten i broskbarock har spårats som skapade av A.S., bland annat predikstolen i Ystads Mariakyrka från 1626 och dekorationen av gårdskapellet på Marsvinsholms slott, de senare numera flyttade till Kulturen i Lund.